# Tommaso da Orvieto
Tommaso da Orvieto (Orvieto, ... – Orvieto, 1343) è stato un religioso italiano dell'ordine dei Servi di Maria.
Il suo culto come beato è stato confermato da papa Clemente XIII nel 1768.

## Biografia
Le prime notizie sulla vita di Tommaso sono tarde e insicure: risalgono, infatti, a due opuscoli agiografici redatti attorno al 1465 da Paolo Attavanti.
Nacque a Orvieto da una famiglia originaria, forse, di Sant'Angelo in Vado; secondo una certa tradizione apparteneva alla famiglia Cursini di Orvieto. Guarito inaspettatamente da una malattia che lo aveva ridotto in punto di morte, abbracciò la vita religiosa tra i Servi di Maria, tra i quali si distinse per l'austerità delle sue penitenze.
La tradizione agiografica gli attribuisce numerosi miracoli compiuti in vita: ottenne, per esempio, che un lupo restituisse a sua madre il bambino che gli aveva sottratto; nel mese di gennaio, poi, fece crescere dei fichi dall'albero dell'orto del convento per farne dono a una donna incinta.

## Il culto
Fu oggetto di culto pubblico sin dalla morte: almeno dal 1463 il comune di Orvieto, per la festa del beato, offriva un cero alla chiesa dei Servi.
In arte è generalmente rappresentato con un ramo di fico in mano da cui pendono frutti maturi: è raffigurato in un affresco attribuito alla scuola di Luca Signorelli a Orvieto e nella chiesa di Santa Maria della Verità a Viterbo.
Una ricognizione delle reliquie del servita, sepolto nella cappella dell'Addolorata della chiesa dei Servi di Orvieto, fu effettuata dal vescovo Giuseppe di Marsciano il 17 maggio 1738.
Papa Clemente XIII, con decreto del 10 dicembre 1768, ne confermò il culto con il titolo di beato.
Il suo elogio si legge nel martirologio romano al 21 giugno.